# Narcissus munozii-garmendiae
Narcissus munozii-garmendiae o Narcissus muñozii-garmendiae és una espècie botànica que pertany a la família de les Amaryllidaceae, és un endemisme de les serres de la província de Ciudad Real, Espanya.

## Hàbitat
És una planta de sòls profunds i húmics de Bonales, rouredes, i vernedes, sempre en ambients frescos i ombrívols. Endèmica de la província de Ciutat Real. Floreix entre gener i març. És una espècie protegida a Castella-la Manxa i apareix llistada en el CREA (Catàleg Regional d'Espècies Amenaçades) en la categoria <<Vulnerable>>.
Es troba a la Serra de Navacerrada de Ciutat Real (Garganta de los Robles), la Sierra Morena (Sierra Madrona, Sieerras de la Garganta, del Cotillo, del Nacedero y Rebollera).

## Components químics
S'ha trobat a les plantes de Narcissus munozii-garmendiae, els alcaloides homolicorina, licorenina i O-methillicorenina.

## Observacions

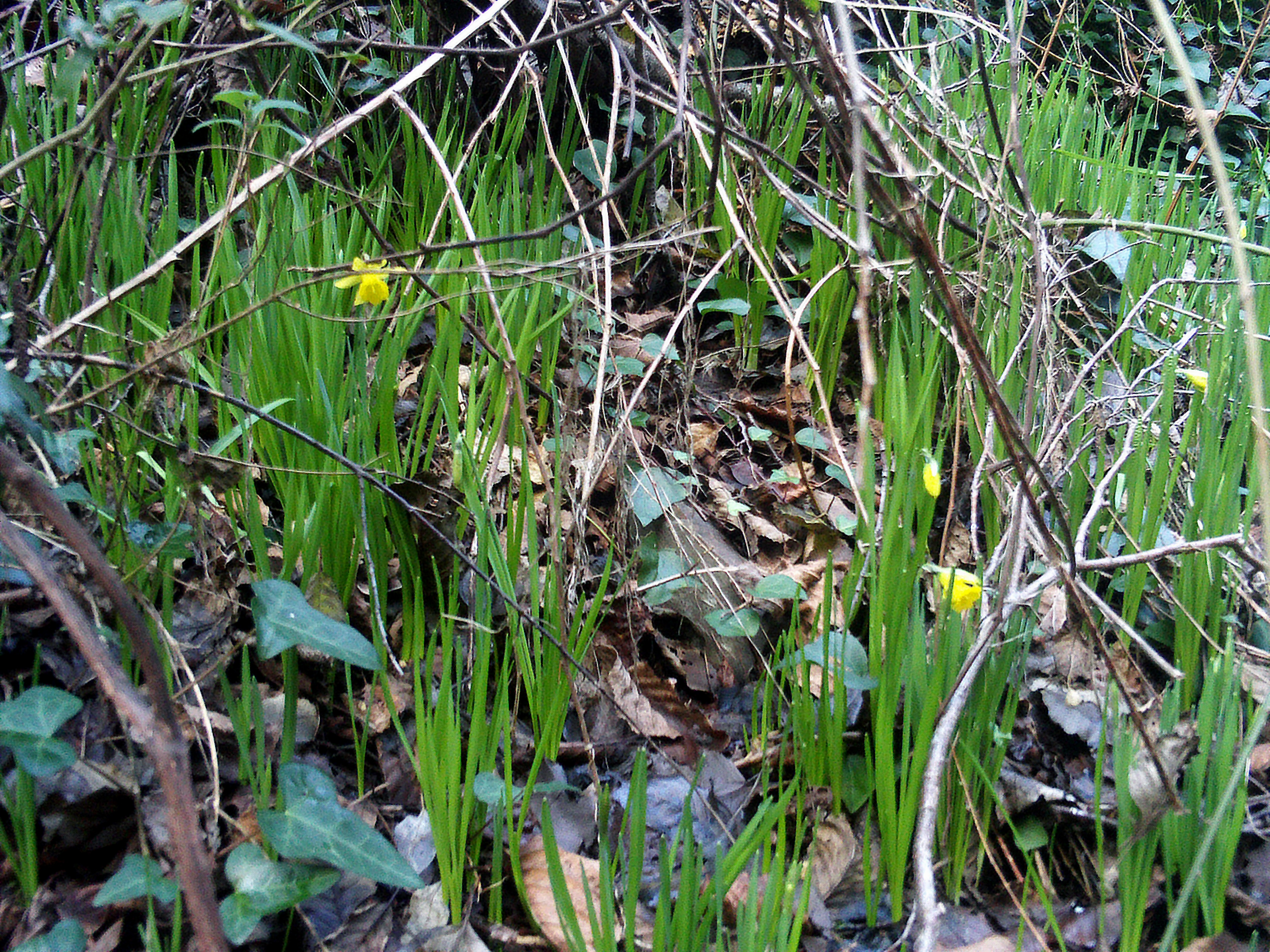
Hàbitat del Narcissus munozii-garmendiae a la garganta de San Lorenzo de Sierra Madrona.

El doctor Fernández Casas assegura que el N. munozii-garmendiae pertany junt amb el N. jacetanus, al grup del N. asturiensis, espècies que es poden caracteritzar pel seu curt pedicel, llarg pseudoestrofiol de les llavors i pel seu estretament de la corol·la. Aquestes característiques, junt amb el color de les fulles, poden servir per separar aquest narcís del N. hispanicus, espècie iberoatlàntica que s'estén per Galícia i Portugal.

## Taxonomia
Narcissus munozii-garmendiae va ser descrita per Fern. Casas i publicat a Fontqueria 4: 27. 1983.
Etimologia
Narcissus nom genèric que fa referència del jove narcisista de la mitologia grega Νάρκισσος (Narkissos) fill del déu riu Cefís i de la nimfa Liríope; que es distingia per la seva bellesa.
El nom deriva de la paraula grega: ναρκὰο, narkào (= narcòtic) i es refereix a l'olor penetrant i embriagant de les flors d'algunes espècies (alguns sostenen que la paraula deriva de la paraula persa نرگس i que es pronuncia Nargis, que indica que aquesta planta és embriagadora).
munozii-garmendiae: epítet atorgat en honor del botànic espanyol José Félix Muñoz Garmendia.
Sinonímia
- Narcissus pseudonarcissus subsp. munozii-garmendiae (Fern.Casas) Fern.Casas basiònim[3]